# سوزانا گونزالس
سوزانا گونزالس (اسپانیایی: Susana González‎؛ زادهٔ ۲ اکتبر ۱۹۷۳) هنرپیشه، رقاص، مدل، خواننده اهل مکزیک است. او از سال ۱۹۹۶ میلادی تاکنون مشغول فعالیت بوده‌است.